# Heteronymphon abyssale
Heteronymphon abyssale är en havsspindelart som först beskrevs av Stock, J.H. 1968.  Heteronymphon abyssale ingår i släktet Heteronymphon och familjen Nymphonidae. Inga underarter finns listade i Catalogue of Life.